# Walieldin Khedr
Walieldin Khedr Safour Daiyeen (ur. 15 września 1995) – sudański piłkarz grający na pozycji środkowego pomocnika. Od 2018 jest zawodnikiem klubu Al-Hilal.

## Kariera klubowa
Swoją karierę piłkarską Khedr rozpoczął w klubie Al-Nil SC, w którym zadebiutował w 2014 roku. W 2015 roku grał w Al-Hilal, z którym wywalczył wicemistrzostwo Sudanu. W latach 2016–2020 występował w Al-Ahly Shendi, z którym w 2017 roku zdobył Puchar Sudanu. W 2020 wrócił do Al-Hilal i w sezonie 2020/2021 został z nim mistrzem Sudanu.

## Kariera reprezentacyjna
W reprezentacji Sudanu Khedr zadebiutował 2 września 2016 w przegranym 1:2 towarzyskim meczu z Gabonem, rozegranym w Chartumie. W 2022 roku został powołany do kadry na Puchar Narodów Afryki 2021. Na tym turnieju rozegrał trzy mecze grupowe: z Gwineą Bissau (0:0), z Nigerią (1:3), w którym strzelił gola i z Egiptem (0:1).